# Bern Porter
Bernard Harden Porter (* 14. Februar 1911, Porter Settlement, bei Houlton, Aroostook County, Maine; † 7. Juni 2004 in Belfast, Maine) war ein US-amerikanischer Physiker, Verleger und Schriftsteller. Er war ein Vertreter der avantgardistischen Kunstströmungen Mail Art und Found Poetry. Das Museum of Modern Art in New York ehrte ihn im Jahr 2010 mit einer Ausstellung.

## Leben
Seine Begabung zeigte sich am Ricker Junior College und er erhielt ein Stipendium am angesehenen privaten Colby College in Waterville, Maine. Seine Hauptfächer waren Physik, Chemie und Nationalökonomie. Porter erwarb seinen Master-Grad an der Brown University. Porter erhielt 1935 eine Stelle bei der Acheson Colloids Corporation in New York. Er arbeitete dort an der Entwicklung der Beschichtung der Fernsehröhre  mit einer Graphit-Mischung. In Paris um 1937/38 fand er Aufnahme in den Kreis um Gertrude Stein. Porter las das Manuskript von Henry Millers Buch Tropic of Cancer (Wendekreis des Krebses).
Nach dem Eintritt der USA in den Zweiten Weltkrieg arbeitete er ab 1940 als Soldat für das Manhattan Project in Princeton. Dort machte er die Bekanntschaft von Albert Einstein. Er arbeitete dort und im Oak Ridge National Laboratory, Tennessee, an Verfahren zur Kernspaltung. Anschließend arbeitete er an der University of California in Berkeley. Seine erste Ehe (1946) mit der jungen Studentin Helen Elaine Hendren scheiterte nach einem Jahr.
1944 gab er, noch während seiner Zeit beim Manhattan Project in Tennessee, anonym ein pazifistisches Pamphlet von Henry Miller heraus. Im selben Jahr kam er in engen Kontakt mit Henry Miller in Big Sur, während er an seiner Miller-Bibliographie arbeitete. Porter veröffentlichte in seinem neugegründeten Kleinverlag Bern Porter Books Texte von und über Henry Miller und Gedichtbände kalifornischer Dichter. George Leite, ein Buchhändler aus San Francisco, publizierte mit Porter das Literaturmagazin Circle (10 Ausgaben, 1944–48). Porters Ansichten über das Zusammenspiel von Kunst (ART) und Naturwissenschaft (SCIence) stellte er in seinem Sciart Manifesto (1950) dar.
Nachdem sein Vater während des Besuches der Eltern in Sausalito im Schillerhaus, wie Porter seine Wohnung nannte, ein junges Mädchen belästigt hatte, verhaftet worden war und eine lange Geschichte solcher Vorfälle herauskam, zog Porter um 1950 auf die südpazifische Insel Guam, wo er als Journalist und für eine Werbeagentur arbeitete. Er reiste nach Hiroshima und Nagasaki. Nach seiner Rückkehr nach Kalifornien heiratete er 1955 die Anthropologin und Schriftstellerin Margaret Eudine Preston. Sie arbeiteten an verschiedenen Orten auf der Welt, für ein halbes Jahr in Burnie, Tasmanien in einem Holzverarbeitungsbetrieb, auch in Venezuela. In den 1960er Jahren war Porter Mitarbeiter am Saturn-V Programm der NASA am Marshall Space Center in Huntsville, Alabama (bis 1967). Margaret starb 1975. Die folgenden dreißig Jahre lebte Porter in seinem Haus in Belfast, Maine, das er Institute of Advanced Thinking nannte und wo er als Dichter, Künstler, Briefeschreiber und Gastgeber tätig war.

## Bern Porter Books
Porter veröffentlichte Henry Millers pazifistisches Traktat Murder the Murderers (1944) und sechzehn weitere Bücher von Miller, u. a. The Plight of the Creative Artist in the United States of America (Bern Porter, Houlton, Me., 1944), Semblance of a Devoted Past (Bern Porter, Berkeley 1944), ein Buch mit Aquarellen, Echolalia (Bern Porter, Berkeley 1945; zugleich in England), die Henry Miller Miscellania (Bern Porter, San Mateo, Calif., 1945); seine Miller-Bibliographie und Michael Fraenkels On the Genesis of the Tropic of Cancer (1946).
Er gestaltete Kenneth Patchens Panels for the Walls of Heaven (Berkeley 1946); publizierte die ersten Bücher des jungen Philip Lamantia (Erotic Poems; 1946), von Leonard Wolf: Hamadryad Hunted (1946); James Schevill (Tensions; 1947) und Robert Duncan: Heavenly City Earthly City (1947). Dazu: Parker Tylers The Granite Butterfly: A Poem in Nine Cantos (Berkeley 1945); Yvan Golls englische Gedichte Fruit from Saturn, eine Antwort auf Hiroshima und Nagasaki (1945; auch bei Hemisphères Editions, New York 1946); Hubert Creekmore: Formula (Berkeley 1947); Albert Cossery: Men God Forgot (1948). Von Guam aus veröffentlichte Porter als erstes Buch James Erwin Schevills: The American Fantasies (Agana 1951). In den 1950ern erschienen: Gedichtbände des Beat-Filmemachers (und Speedfreaks) Christopher Maclaine: The Crazy Bird (1951) und Word (1954); Gerd Sterns: First Poems and Others (1952). Stern war ein New Yorker Freund Lamantias, von dessen (erster) Ehefrau, der Fotografin Goldian (Gogo) Nesbit das Buch Graffiti (1955) und zwei Broadsides (1955) erschienen. Weitere Autoren der Reihe Bern Porter Broadsides waren James Catnach, Kenneth Patchen, Mason Jordan Mason (Totem and Tabu) und Porter selbst. Von Schevill erschienen 1955 der Gedichtband The Right to Greet und die Selected Poems (1959). Von Kenneth Rexroth: A Bestiary for My Daughters Mary and Katherine (1955).

## Als Dichter
Er selbst ist für seine found poetry bekannt, Fundstücke Text publizierte er in zahlreichen Büchern bei Something Else Press, The Village Print Shop oder Tilbury House. Dick Higgins nannte ihn den Charles Ives der amerikanischen Literatur. Er war ein Hauptvertreter der Mail Art und ein Mitarbeiter von Ray Johnson. Er veröffentlichte und illustrierte das erste Buch von Dick Higgins, What Are Legends (Bern Porter, Calais, ME, 1960).

## Bücher
- Water-Fight. L. A. Press, Pine Hill Printery, South Dakota 1941
- Als Herausgeber: The Happy Rock: A Book about Henry Miller. Packard Press, Berkeley 1945. Beiträge von Lawrence Durrell, Michael Fraenkel, Philip Lamantia, James Laughlin, George Leite, Kenneth Patchen, William Carlos Williams.
- Aphasia: A Psycho-Visual Satire on Printed Communication. Bern Porter, Madison, ME, 1961.
- Scandinavian Summer: A Psycho-Visual Recollection in Six Languages of a Journey through Norway, Sweden, Finland, Russia, Denmark. Bern Porter, Madison, ME, 1961
- 468B Thy Future. Bern Porter, Huntsville, Alabama, 1966. [Computerausdrucke der Apollo Mission].
- Image Above: Dieresis. Bern Porter, Rockland, ME, 1969.
- I've Left: A Manifesto and Testament of SCIence and -ART (SCIART). Something Else Press, New York 1971.
- Found Poems. Something Else Press, Millerton, NY, 1972.
- The Wastemaker (1926-1961). Abyss Publications, Somerville, Mass., 1972
- Run-On Bern Porter, Belfast, ME, 1975
- Gee-Whizzles. Maine Coast Printers, Rockland, ME, 1977
- The Book of Do's. The Dog Ear Press, Hulls Cove, ME, 1982
- Here Comes Everybody's Don't Book. The Dog Ear Press, South Harpswell, ME, 1984
- The Last Acts of Saint Fuck You. 1985
- Sweet End. The Dog Ear Press, Brunswick 1989.

Lesungen
- Ubuweb: Sound, Bern Porter